# ナラ・ブーパール・シャハ
ナラ・ブーパール・シャハ（ネパール語: नरभूपाल शाह、英: Nara Bhupal Shah、1697年頃 - 1743年4月3日）は、ネパール、ゴルカ王国の第9代君主（在位：1716年 - 1743年）。第8代君主プリトビパティ・シャハの王子ビルバドラ・シャハの長男、第10代ゴルカ王及び初代ネパール王プリトビ・ナラヤン・シャハの父。

## 生涯
1697年頃、ナラ・ブーパール・シャハは第8代君主プリトビパティ・シャハの王子ビルバドラ・シャハの長男として生まれた。
ナラ・ブーパールは祖父プリトビパティのパタンとの友好政策から変更した三都マッラ朝（パタン・マッラ朝、カトマンズ・マッラ朝、バクタプル・マッラ朝）の擾乱政策を継承し、カトマンズ盆地への影響力を強めた。
1725年、ナラ・ブーパールはバクタプル王ラナジット・マッラと組み、パタン領の一部を占拠した。だが、2か月後にはパタン王ヨーガプラカーシャ・マッラに味方し、失地を奪還させた。その直後、ゴルカに対抗するため、カトマンズとパタンが組んでパタンを孤立させたが、数日後にはゴルカと同盟しているパタンがカトマンズと組み、バクタプルを孤立させ、ゴルカ、パタン、カトマンズの三国はバクタプルから賠償を得た。
1731年から1732年にかけて、ゴルカはカトマンズ、パタンと組み、バクタプルのオーブー塞を占拠したが、バクタプルの民衆に奪還された。この間、1731年にパタン王ヴィシュヌ・マッラの妃が死亡した際、ゴルカはカトマンズとともにパタン領を占拠したが、その後パタンに味方して失地を回復させた。
このような三都錯乱政策ののち、チベット交易の要衝たるヌワコートの支配を試み、1736年に攻撃をおこなった（1737年とする場合もある）。だが、マッラ朝連合軍の反撃で失敗したためその後は友好策を取り、ナラ・ブーパールはバクタプル王ラナジット・マッラと、息子のプリトビ・ナラヤン・シャハはバクタプル王太子ヴィーラヌリシンハ・マッラ（ラナジットの息子）、カトマンズ王太子ジャヤプラカーシャ・マッラとそれぞれ盟友関係を結んだ。
1743年4月3日、ナラ・ブーパールは死亡し、プリトビ・ナラヤンが王位を継承した（佐伯和彦は没年を1742年としている）。